# Pintura panoràmica

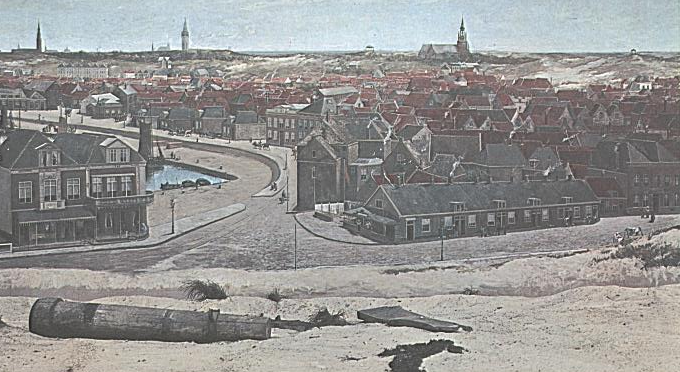
Petita secció del Panorama Mesdag (1880-1881), representant el poble de Scheveningen.

Les pintures panoràmiques o panorames són obres d'art massives que revelen una visió àmplia i que abasta tot un tema en particular. Van ser molt populars durant el segle xix a Europa i als Estats Units (coneguts com a ciclorames), incitant a l'oposició d'alguns escriptors de poesia romàntica. Alguns han sobreviscut al segle XXI i estan en exhibició pública.
Consisteixen en un gran cilindre amb un paisatge continu il·luminat des d'una claraboia oculta als espectadors, els quals estaven ubicats en semifoscor a una certa altura on contemplaven la imatge. D'aquesta manera es creava una sensació d'amplitud natural.

## Història
La paraula "panorama", del grec pan ("tot") horama ("vista") va ser encunyada pel pintor irlandès Robert Barker en 1792 per descriure les seves pintures d'Edimburg, Escòcia mostrades en una superfície cilíndrica, que aviat va ser exposant a Londres, com "The Panorama". Inicialment el seu nom traduït era La naturalesa d'un cop d'ull.

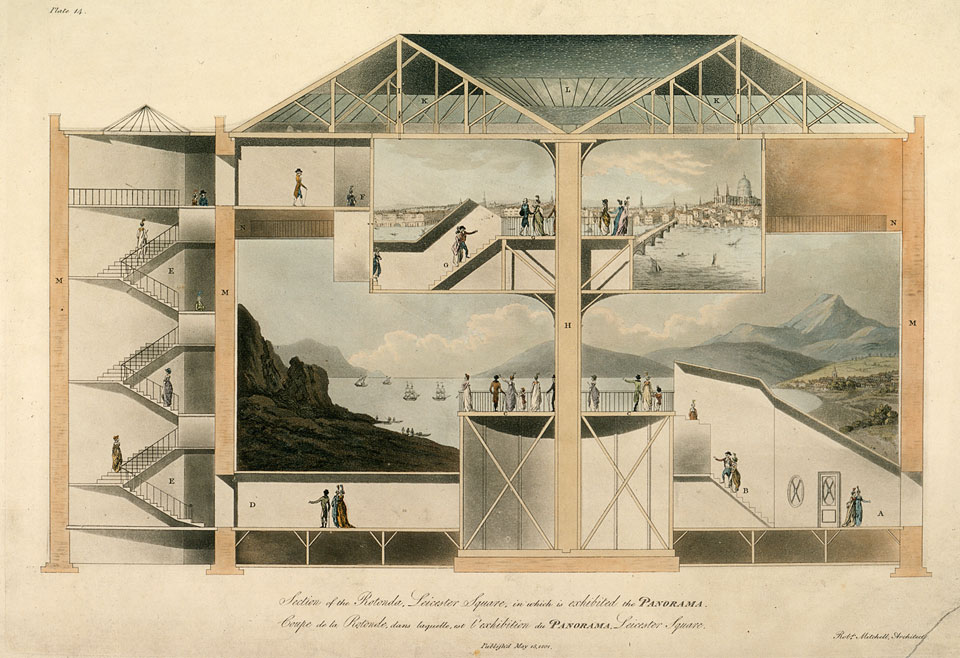
Secció transversal de l'edifici Leicester Square on es va exposar el panorama de Londres (1801).

El primer com que la pintura panoràmica va ser exposada va ser anunciada com a la interessant i innovadora cista de la ciutat y el castell d'Edimburg, així com tot el paisatge que els envolta. La pintura consistia en el panorama sencer de la ciutat de Edimburg des del turó de Carlton. L'ús d'aquest estil de representació es va estendre per totes les ciutats d'Europa amb imatges de guerra, fets històrics o vistes espectaculars de ciutats, els quals destaquen les aportacions del pintor rus Franz Roubaud.
Va ser el primer cop que es van sobrepassar els límits de representació pictòrica al generar imatges de 360° i mostrar-les al públic. D'aquesta manera l'espectador s'immergia en l'escena representada.